# Helmut-Rahn-Statue

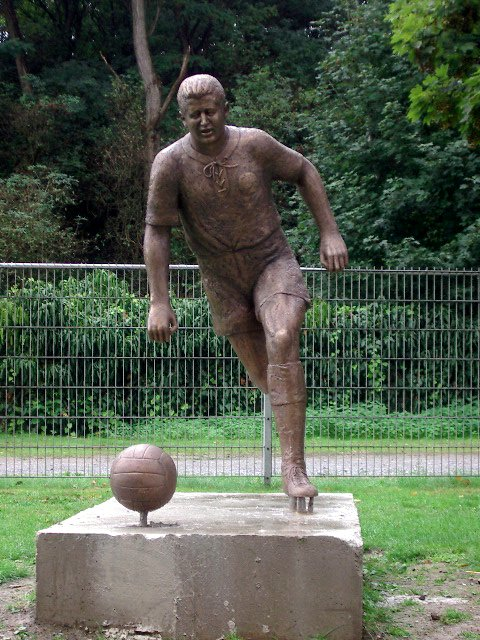
Helmut-Rahn-Statue in Essen, 2004

Die Helmut-Rahn-Statue ist ein von der Bildhauerin Inka Uzoma geschaffenes, auf einem Sockel stehendes Bronze-Standbild des deutschen Fußballspielers Helmut Rahn (1929–2003). Die Statue befindet sich im Essener Stadtteil Bergeborbeck.

## Geschichte
Schon wenige Tage nach Rahns Tod meldete die Bild am Sonntag, dass sie eine lebensgroße Bronzestatue des Sportlers in Auftrag gegeben habe. Am 11. Juli 2004 wurde das Werk der Hamburger Bildhauerin Inka Uzoma dann im Georg-Melches-Stadion feierlich enthüllt. Ihren ersten Platz fand die Statue zwischen der Haupttribüne und der ehemaligen Westkurve, wo sie bis Ende 2009 stand. 2010 wurde sie im Rahmen der Ausstellung „Helden – von der Sehnsucht nach dem Besonderen“ des LWL-Industriemuseums Henrichshütte in Hattingen gezeigt. Nach dem Ende der Ausstellung wurde die Statue zunächst auf „Breilmanns Wiese“, dem ehemaligen Namen des Nachwuchsleistungszentrums von Rot-Weiss Essen an der Altenessener Seumannstraße zwischengelagert, da sie wegen des geplanten Neubaus des Stadions nicht weiter am bisherigen Platz verbleiben konnte. Nachdem das neue Stadion fertig war und der 60. Jahrestag vom Weltmeistersieg in Bern näher rückte, zog die Statue wieder zurück an einen Standort am Stadion an der Hafenstraße. Am 4. Juli 2014 wurde die Helmut-Rahn-Statue im Beisein der Essener Stadtspitze und der Familie Rahn feierlich ein zweites Mal enthüllt. Sie steht vor dem Eingang zur Stehtribüne der Westkurve des Stadions. Seit Oktober 2018 heißt der Platz auf der gesamten Breite der Westtribüne des Stadions außerdem offiziell Helmut-Rahn-Platz.

## Beschreibung
Die nahezu lebensgroße, aus Bronze hergestellte Skulptur steht auf einem quadratischen Steinsockel, auf dem vor dem Sportler ein ebenfalls aus Bronze hergestellter Fußball liegt. Helmut Rahn ist in ein Trikot der deutschen Fußballnationalmannschaft mit Schnürkragen gekleidet, steht auf dem linken Bein und holt mit dem rechten zu einem Schuss aus. Rahn erzielte Tore sowohl mit dem rechten als auch mit dem linken Bein. Den legendären Siegtreffer zum 3:2 bei der Fußballweltmeisterschaft 1954 erzielte er mit einem Linksschuss. Diese, seine fußballerisch wohl bedeutendste Szene, wurde für die Darstellung der Statue jedoch nicht gewählt. Neben dem Sockel ist eine Informationstafel angebracht, auf der der Name und die Lebensdaten des Sportlers, die Bildhauerin sowie der Spender der Statue angegeben sind.